# Hellboy: The Wild Hunt
Hellboy: The Wild Hunt é uma revista em quadrinhos norte-americana criada por Mike Mignola e publicada pela editora Dark Horse Comics. O personagem principal é o super-herói Hellboy. É a segunda parte de uma trilogia de arcos de história produzida por Mike Mignola e o artista Duncan Fegredo, sendo precedida por Darkness Calls e sucedida por The Storm and the Fury
O enredo mostra Hellboy sendo convidado a ingressar num bando de caçadores de monstros gigantes ancestrais, que estão ressurgindo no território britânico. Hellboy só não pode prever que a expedição o levará de encontro a uma inimiga muito mais mortífera: a Rainha de Sangue, uma poderosa feiticeira recém-revivida, cujo propósito é destruir a humanidade. Para impedi-la, Hellboy terá de confrontar a verdade sobre sua origem e herança sombria.
A editora Mythos publicou a saga no Brasil com o título Caçada Selvagem em janeiro de 2012. A história serviu de inspiração para o reboot cinematográfico de 2019.